# جيك شيري
جيك شيري (بالإنجليزية: Jake Cherry)‏ مواليد 15 سبتمبر 1996 في نيوجيرسي، هو ممثل أمريكي بدأ مسيرته الفنية سنة 2001.

## الأعمال

### أفلام
- ليلة في المتحف (2006) (بدور: نيك دالي)
- أصدقاء مع المال (2006) (بدور: وايت)
- ليلة في المتحف 2 (2009) (بدور: نيك دالي)
- صبي الساحر (2010) (بدور: ينغ ديف)

### مسلسلات
- بونز (2006)
- ربات بيوت يائسات (2007)
- ذا 4400 (2007) (بدور: براندون باول)
- هاوس (2009) (بدور: زاك)
- عقول إجرامية (2009)

## روابط خارجية
- جيك شيري على موقع IMDb (الإنجليزية)
- جيك شيري على موقع قاعدة بيانات الأفلام السويدية (السويدية)
- جيك شيري على موقع قاعدة بيانات الفيلم (الإنجليزية)